# 428 TCN
Năm 428 TCN là một năm trong lịch Julius. 